# Jean-Pierre Gagick
Jean-Pierre Gagick, né le 17 juin 1972 à Cannes dans les Alpes-Maritimes, est un journaliste et présentateur de télévision français.

## Biographie

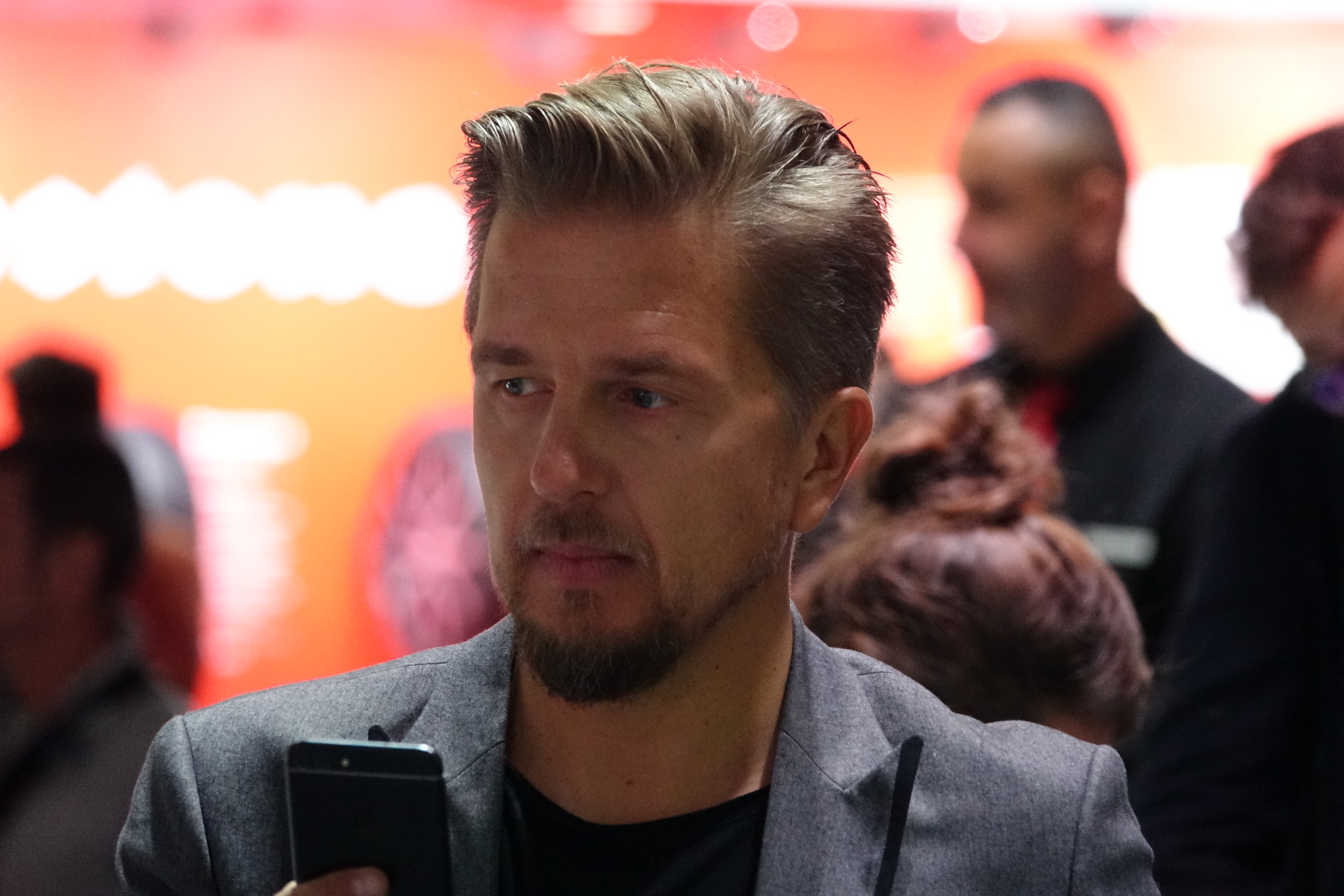
Jean-Pierre Gagick

Jean-Pierre Gagick est le fils d'un vendeur de voitures cannois installé sur la Croisette.
Après l'obtention de son baccalauréat en 1992 au lycée Carnot à Cannes, il entreprend des études de journalisme à l'École supérieure de journalisme de Paris jusqu'en 1998.
En 1998, il entre à L'Équipe TV comme journaliste-reporter jusqu'en 2004 où il devient journaliste-commentateur pour Canal+, TF1, Eurosport et TPS Foot.
En septembre 2006, Jean-Pierre Gagick rejoint l'équipe de l'émission automobile Automoto sur TF1 comme essayeur aux côtés de Jérôme Chont et Marion Jollès.
Le 21 octobre 2018, Jean-Pierre Gagick présente la nouvelle formule d'Automoto et son nouveau logo, avec les lettres « AM » en jaune sur fond noir, à partir d'une base permanente dans l'enceinte du circuit de Mortefontaine, nommée « La maison Automoto ».
Le 3 février 2019, il commente aux côtés de Philippe Gardent et de Sébastien Sejean, le Super Bowl, la finale du championnat de football américain, en direct sur TF1.

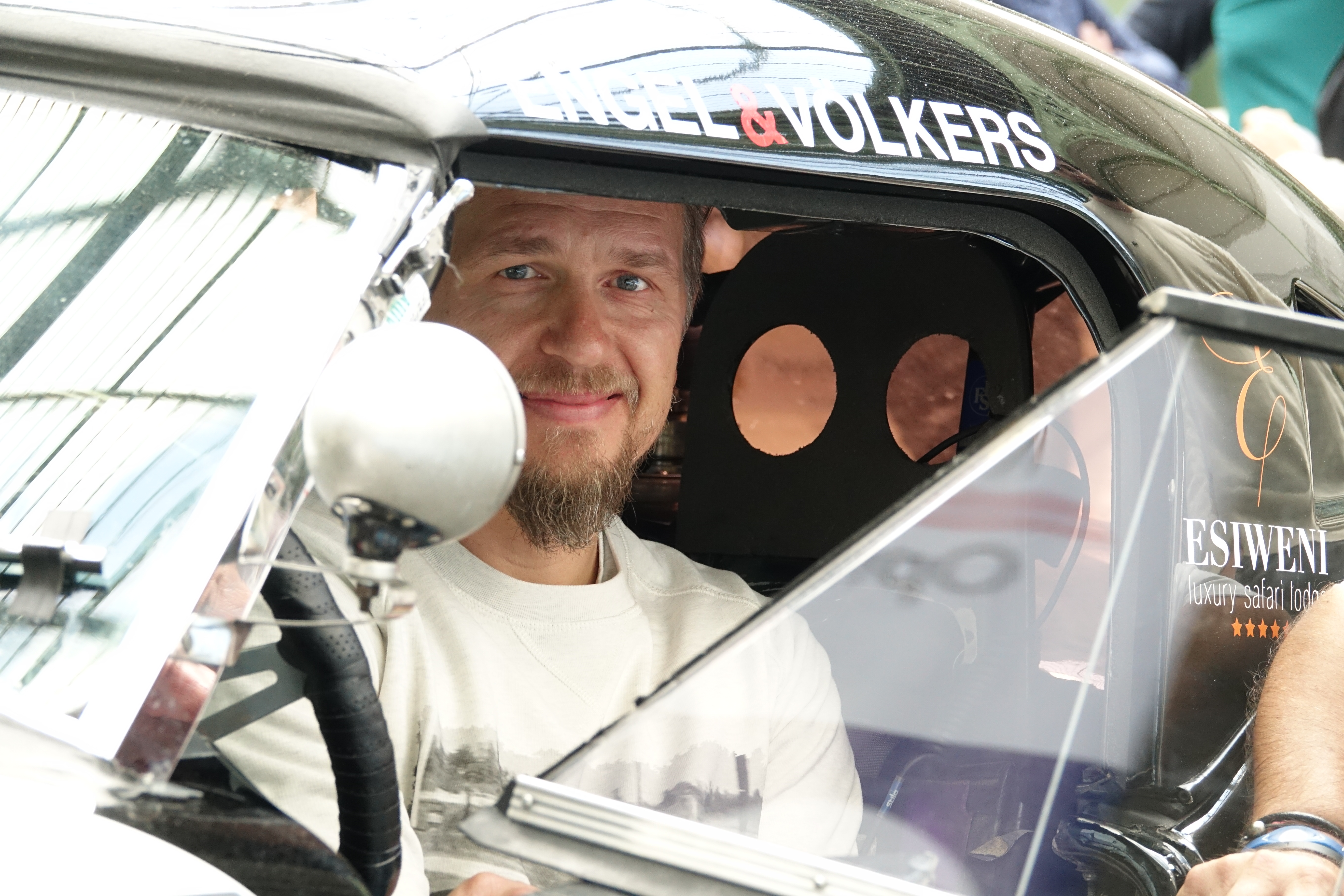
Jean-Pierre Gagick dans la Shelby Cobra 289.

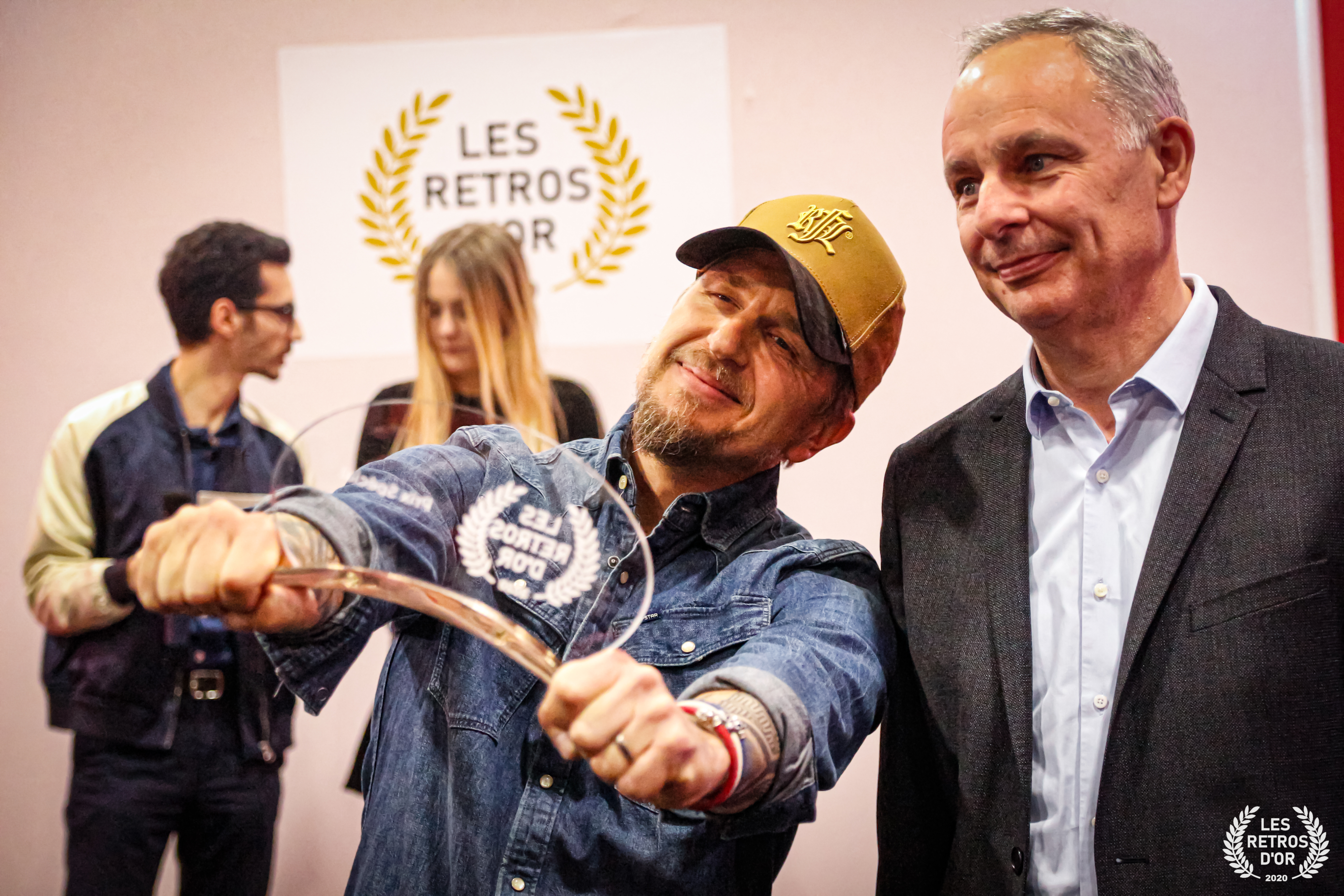
Jean-Pierre Gagick lors de la soirée des Rétros d'or.

En février 2019, il fait partie des journalistes récompensés par le public lors de la cérémonie Les Rétros d'or
En avril 2019, il participe à la 28e édition du Tour Auto Optic 2000 comme copilote de Ludovic Caron, double vainqueur en 2008 et 2011, avec une Shelby Cobra 289 de 1963.
Le 2 février 2020, il est à nouveau aux commentaires du Super Bowl avec Philippe Gardent.
En 2020, il succède à Denis Brogniart comme présentateur titulaire de l'émission Automoto.
En septembre 2020, il participe à la 29e édition du Tour Auto Optic 2000 comme copilote de Olivier Pernaut avec une Alfa Roméo 1750 GTAM de 1969.